# Takahiro Akimoto
Takahiro Akimoto (jap. 明本 考浩, Akimoto Takahiro; * 31. Januar 1998 in Utsunomiya, Präfektur Tochigi) ist ein japanischer Fußballspieler.

## Karriere
Takahiro Akimoto erlernte das Fußballspielen in der Jugendmannschaft des Tochigi SC sowie in der Universitätsmannschaft der Kokushikan-Universität. Seinen ersten Vertrag unterschrieb er 2020 bei seinem Jugendverein Tochigi SC. Der Verein aus Utsunomiya spielte in der zweiten japanischen Liga, der J2 League. Sein Zweitligadebüt gab er am 23. Februar 2020 im Auswärtsspiel gegen V-Varen Nagasaki. Hier stand er in der Startelf und wurde in der 88. Minute für Shōta Sakaki ausgewechselt. 2020 bestritt er 40 Zweitligaspiele für Tochigi. Anfang 2021 wechselte er zum Erstligisten Urawa Red Diamonds nach Saitama. Am 19. Dezember 2021 stand er mit dem Klub im Endspiel des Kaiserpokals, dass man mit 2:1 gegen Ōita Trinita gewann. 2022 gewann er mit den Urawa Red Diamonds den japanischen Supercup. Das Spiel gegen den Meister von 2021, Kawasaki Frontale, gewann man am 12. Februar durch zwei Tore von Ataru Esaka mit 2:0. Am 4. November 2023 stand er mit den Urawa Reds im Finale des Ligapokals. Hier verlor man gegen den Erstligisten Avispa Fukuoka mit 2:1. Im Januar 2024 wechselte er bis Saisonende 2023/24 zum belgischen Erstligisten Oud-Heverlee Löwen. Für den Klub bestritt er 15 Ligaspiele. Nach der Ausleihe wurde Akimoto im Sommer 2024 fest von Oud-Heverlee unter Vertrag genommen.

## Erfolge
Urawa Red Diamonds
- Japanischer Pokalsieger: 2021
- Japanischer Supercup-Sieger: 2022
- Japanischer Ligapokalfinalist: 2023